# Egy magyar nábob (film)
Az Egy magyar nábob 1966-ban Jókai Mór azonos című regényéből készült magyar film. 2012-ben a Kárpáthy Zoltánnal együtt bekerült a Magyar Művészeti Akadémia tagjai által kiválasztott legjobb 53 magyar alkotás közé.

## Történet
Kárpáthy János vidáman mulatozik többedmagával egy alföldi kocsmában, amikor egy külföldi divat szerint öltözött fiatalember toppan be hozzá a szakadó esőből. Az idegen Kárpáthy Abellinónak mondja magát. Azt a hírt hallotta, hogy meghalt a dúsgazdag rokona, az örökség miatt tért vissza Párizsból. Amikor Kárpáthy János is bemutatkozik, fény derül a tévedésre, de a nábob barátsággal fogadja a fiatal rokont. Abellino megkéri János urat, hogy fizesse ki az adósságát, és adjon egy kis előleget számára az egykor majd várható örökségből, hiszen a koporsóba úgy sem viheti magával a vagyonát. A nábob a koporsó szóra féktelen haragra gerjed, a hajdúival felgyújtatja a kocsmát (előtte biztosítja a tulajdonost, hogy az épületért tízezer aranyat fizet körmöci aranyban). Abellino kifut a már égő épületből, és átkozódások közepette elvágódik a sárban.
Párizsban Griffard bankár újabb kölcsönt ad Abellinónak, aki megpróbálja Chataquela, az afgán táncosnő kegyeit elnyerni. Neki sem sikerül, ahogyan a párizsi aranyifjak közül senkinek sem, a „Tűz leánya” megközelíthetetlen. Szentirmay Rudolfot is megigézi az asszony, félelmetes fogadást ajánl gúnyolódó barátainak. Chataquela is beleszeret a magyar nemesbe, ezért Londonba utazik, hogy visszakérje férjétől a selyemövét, ami a házasságukat jelképezte. Miközben Rudolf türelmetlenül várja kedvesét, véletlenül találkozik a Magyarországra készülő Wesselényi Miklóssal, aki emlékezteti a léha életmódot folytató Szentirmayt a hazaszeretet fogalmára, és megismerkednek Barna Sándor asztaloslegénnyel, aki szintén hazatérni készül a külföldön megszerzett tudásával. Chataquela nem érkezik meg, és Szentirmay Eszékiék társaságában tudja meg, hogy a szerelme tűzhalált halt Londonban. Mivel férje öngyilkos lett, a szokásjog arra kötelezte a nőt, hogy végezzen magával. A megtört Szentirmay is visszautazik Magyarországra.
A nábob a birtokán üdvözli a szomszédait: Szentirmay grófot és hitvesét, Eszéki Flórát. A névnapi ünnepség fénypontja a pünkösdi király választás, ennek a küzdelmeiből Kis Miska került ki győztesen. Kárpáthy báró négyszemközt arra biztatja Miskát, hogy tréfából adja ki magát nemesnek, járjon vele mindenhová, ad neki pénzt: kártyázzon, kocsmázzon, verekedjen. János úr a születésnapjára sok barátját meghívja, együtt mulatoznak, Kis Miskát is itt fogadják be igazán az urak maguk közé. A dáridó tetőpontján Abellino küldöttei is megérkeznek, a gonosz rokon maga helyett egy koporsót küld az ünnepségre, melynek az oldalára ezüsttel Kárpáthy János nevét írták fel. Ezt látva a nábob szélütést kap és összeesik.
Pozsonyban az országgyűlésre gyülekeznek a nemesek. Abellino a cimboráival vígan beszélget arról, hogy Kárpáthy János már a végét járja. Szóba kerülnek a Mayer lányok, akik közül négyen igen könnyen megkaphatóak. Az ötödik elmenekült a léha életmódból, Boltay asztalos házában talált menedékre. Egy alkalommal Szentirmay Rudolf a mesterembernél jár, ahol véletlenül megpillantja lányt, aki az első pillantásra beleszeret a férfiba. Abellino fogadást ajánl Fegyverneky bárónak, hogy megszerzi magának a lányt. Titokzatos jótevőként – az asztalos háta mögött – pénzt ad a kisasszony énektanítására. Fanny azt hiszi, Szentirmay segíti, de amikor kiderül a tévedése, kitálal Boltaynak. Az asztalosmester, hogy helyrehozza a becstelenséget, jótékony célra ajánlja fel az Abellino által küldött pénz összegét, ami az újságban is megjelenik, ezzel nevetségessé téve Abellinót a társaságban. Abellino párbajra hívja Boltayt, de helyette Barna Sándor, az iparos asztaloslegénye áll ki. Az első vérig tartó pisztolypárbajban Sándor győz, golyója Abellino egyik fülét sebesítette meg.
Kárpáthy János lassú gyógyulását a látogatók is elősegítik. Kis Miska, aki egy év alatt annyi pénzt tett félre a kártyanyereségekből, hogy nemesi címet vásárolt kutyabőrrel, birtokkal, víg kedélyével megnevetteti a nábobot. Szentirmay Rudolf is meglátogatja, és beszámol az Abellino elleni párbajról, majd ráveszi Kárpáthyt, hogy a vagyonából az ország fejlődésére – gyárakra, hajókra, vasutakra – is költsön. Wesselényi báró – amikor az országgyűlésen a nemzet jövője érdekében agitáló Kárpáthy Jánossal találkozik – hasznos csodának nevezi a főúr megváltozását. A beszélgetés során szóba kerül Abellino Fanny elleni ármánykodása. Az idősebb Kárpáthy, aki megcsömörlött korábbi életétől, felkeresi Boltay urat, és megkéri tőle „a festett angyaloknál is szebb” lány kezét.
Eközben Mayeréknél a lányok kuncsaftra várakoznak, amikor Abellino megérkezik, és örömmel közli, hogy kiderítette, hová menekítették el előle Fannyt. Beszélt a lány anyjával, akivel megegyezett hatvanezer forintban, hogy a nő ráveszi a lányát az Abellinóval való viszonyra. Az anya felkeresi Boltayt, és elpanaszolja, hogy a lányai kidobták, vidékre készül, kikönyörgi, hogy csak egy estére fogadják be magukhoz. A gyermekével egy szobába kerülve azt hazudja neki, hogy Abellino kész feleségül venni Fannyt. A züllött nő egy estélyre szóló meghívót ad a lányának a Redoute-ba, ahol a megjelenésével szentesítené, hogy elfogadja Abellino ajánlatát és kész a szeretője lenni. Fanny azonban átlát az ármányon. Megjelenik az estélyen – ám férjével, Kárpáthy Jánossal karöltve, így Abellino mindenki előtt megszégyenül.
A pár a mézesheteit a nábob birtokán tölti, a férfi minden szabadidejét feleségének szánja. Igyekszik Fanny kedvében járni, még fegyverforgatásra is megtanítja. A szomszédaikat is meglátogatják, itt tudja meg Fanny, hogy akibe (még Pozsonyban) szerelmes lett, az Szentirmay Rudolf volt. Egy tavi csónakázás közben Fanny közli a férjével, hogy valószínűleg gyermeket vár. Kárpáthy öröme határtalan, ám boldogságában véletlenül megbillenti a csónakot, és Fanny a vízbe esik. Az asszony kimentésére többen a vízbe vetik magukat, az alélt nőt Rudolf emeli ki. Felesége, Flóra rokonszenvezik a fiatalasszonnyal, a betegágyánál is a segítségére siet. Szentirmay azonban furcsának találja a fiatal lány és az öreg férfi házasságát, bizalmatlan a lány becsületességével szemben. Ezt feleségével is közli, aki Fanny védelmére kel. Rudolf azonban próbára akarja tenni az ifjú feleséget, látszatra udvarolni kezd neki négyszemközt. Fanny azonban hűséges marad férjéhez, és rápirít a kétértelmű célzásokat tevő férfira. Szentirmay megszégyenülve belátja a tévedését, és Pestre utazik.
Kárpáthy Abellinót Maszlaczky ügyvéd arra biztatja, hogy ne mondjon le az örökségéről. Figyeltesse meg a báróné levelezését, látogatóit, vesztegesse meg a nábob szolgáit, kémeket uszítson rájuk. Jelzi, ha esetleg a jövőben perre kerülne sor a gyermek törvénytelenítésére, szívesen elvállalná a megbízatást.
Kárpáthy János és Kis Miska a kastélyban, a szülőszoba előtt bizakodva várják a gyermek megszületését. A kisfiú egészségesen jön a világra, ám az édesanyát végzetesen megviselte a szülés. Fanny a halála előtt Flórát kéri meg, hogy nevelje fel a gyermekét. A megtört Kárpáthy befalaztatja a Fanny lakrészéhez vezető ajtót. Szentirmay Rudolfot bízza meg azzal, hogy a fia gyámja legyen.

## Szereplők
- Szentirmay Rudolf – Latinovits Zoltán
- Kárpáthy Abellino – Darvas Iván
- Kárpáthy János – Bessenyei Ferenc
- Kis Miska – Bitskey Tibor
- Wesselényi Miklós – Básti Lajos
- Eszéki Flóra – Ruttkai Éva
- Mayer Fanny – Pap Éva
- Chataquela – Tordai Teri
- Fegyverneky báró – Benkő Gyula
- Mayerné – Sulyok Mária
- Maszlaczky – Várkonyi Zoltán
- Griffard bankár – Major Tamás
- Boltai György – Makláry Zoltán
- Kutyfalvy András – Agárdy Gábor
- Eszékiné – Makay Margit
- Lord Darlington – Márkus László
- Eszéki – Zách János
- Tarnavári – Barsy Béla
- Barna Sándor, asztaloslegény – Fonyó József
- Sára, a szép cigányleány – Medveczky Ilona

További szereplőkAlmási Éva, Ambrus András, Báró Anna, Deák Sándor, Ernyey Béla, Farkas Antal, Gobbi Hilda, György László, Győrffy György, Havas Ferenc, Kibédi Ervin, Kollár Béla, Máté István, Miklósy György, Pártos Erzsi, Suka Sándor, Szabó Tünde, Szakács Eszter, Szegedi Erika, Tomanek Nándor, Tyll Attila, Ujlaky László, Velenczey István, Victor Gedeon